# Zermizinga indocilis
Zermizinga indocilis là một loài bướm đêm trong họ Geometridae.